# Teruki Tabata
Teruki Tabata (Kagoshima, 16 april 1979) is een voormalig Japans voetballer.

## Carrière
Teruki Tabata speelde tussen 1998 en 2002 voor Albirex Niigata en Okinawa Kariyushi.